# Kvarteret Deucalion

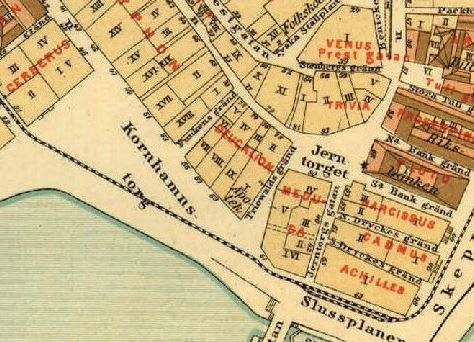
Kvarteret Deucalion 1885.

Kvarteret Deucalion (eller Deukalion) är ett kvarter i södra delen av Gamla stan i Stockholm. Kvarteret omges av Västerlånggatan i norr, Järntorget och Triewaldsgränd i öster, Kornhamnstorg i söder och Funckens gränd i väster. Kvarteret består av åtta fastigheter: Deucalion 1–3 och 6–10.

## Namnet
Nästan samtliga kvartersnamn i Gamla stan tillkom under 1600-talets senare del och är uppkallade efter begrepp (främst gudar) ur den grekiska och romerska mytologin. Deukalion (grekiska Devkalion, latin Deucalion) var i den grekiska mytologin det grekiska folkets stamfader.

## Kvarteret

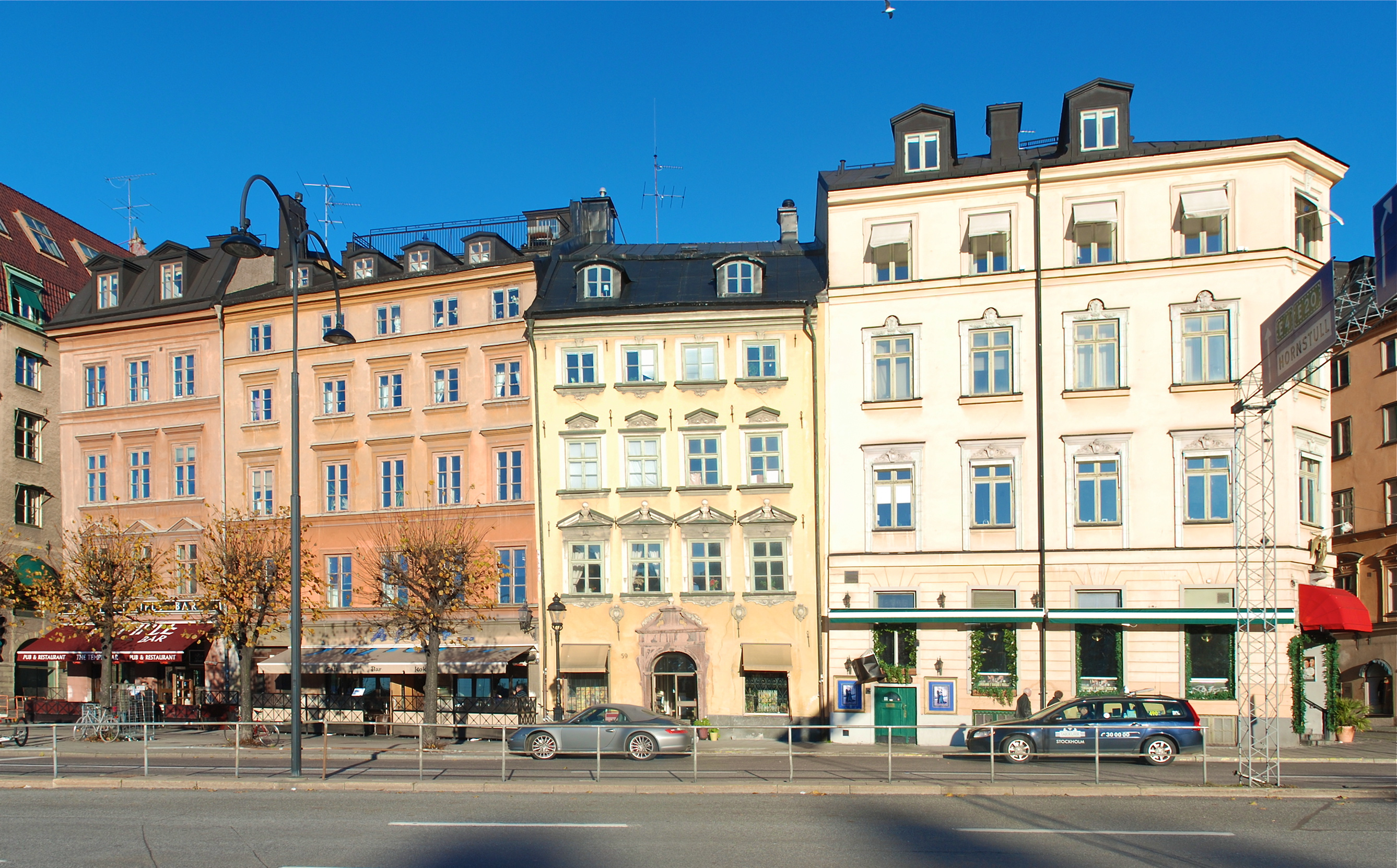
Kvarteret Deucalion sett från Kornhamnstorg, november 2010.

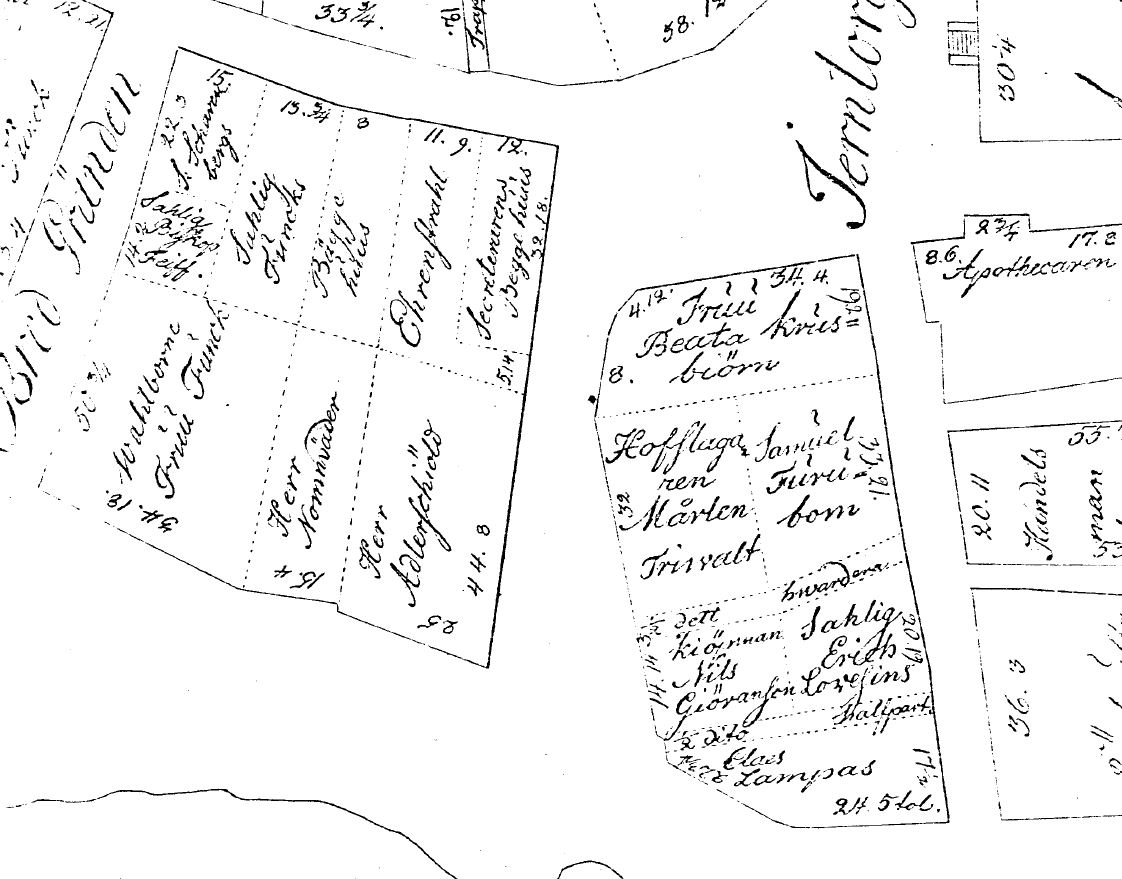
Kv. Deucalion (t.v.) år 1700.

I hörnfastigheten Deucalion 1 (Triewaldsgränd / Kornhamnstorg 61) låg apotekare Christopher Molitors hus där han och efter honom son och sonson drev apoteket Engelen mellan 1649 och 1764. På tomtkartan från år 1700 framgår att han hade sin verksamhet till en början vid Järntorgets sydöstra hörn. Apoteket fanns kvar till 1969 då det förvandlades till Restaurang Engelen.
Ett hus i Deucalion 8 (Kornhamnstorg 57) byggdes ursprungligen 1620. Det ersattes 1741 av ett nytt stenhus för handelsmannen Hans Degerman. Bygglovsritningen från den 3 mars 1741 är bevarad, på den förklaras bland annat: Denna Bÿgnad af sten kommer at företagas och Bÿggas uti Stadens södra del och qwarteret Deucalion för handelsman herr Hans Degerman. Bÿgges av Murmestaren Wisner....
Grannfastigheten Deucalion 9 (Kornhamnstorg 59) ägdes på 1600-talet av köpmannen och bruksägaren Thomas Funck. Han ägde även det efter honom uppkallade Funckska huset vid Kornhamnstorg 53 i intilliggande kvarteret Typhon. Funckens gränd är uppkallad efter honom. I början av 1700-talet tillföll huset assessorn Johan Nordanväder (adlad Nohlanwähr) genom gifte med Brita Funck, Thomas Funcks barnbarn. Stenportalen härrör från mitten av 1600-talet.
Huset i Deucalion 10 (Funkens gränd 1 / Västerlånggatan 72–74) uppfördes på 1600-talets början och innehades under många år av inredningsfirman AB Robert Ditzinger. Som framgår av en tidningsannons från 1893 såldes diverse bosättningsartiklar och textilier på tre våningsplan. De våningshöga fönstren på de övre våningsplanen påminner fortfarande om att det fanns ett varuhus här. År 2016 låg kontorslokaler i huset och Restaurang Agaton i bottenvåningen.  Ditzingers hade senare även försäljning i huset Kornhamnstorg 57 och stannade i kvarteret till 1968 då Kapp-Ahl övertog det mesta av firmans lokaler.

## Historiska bilder

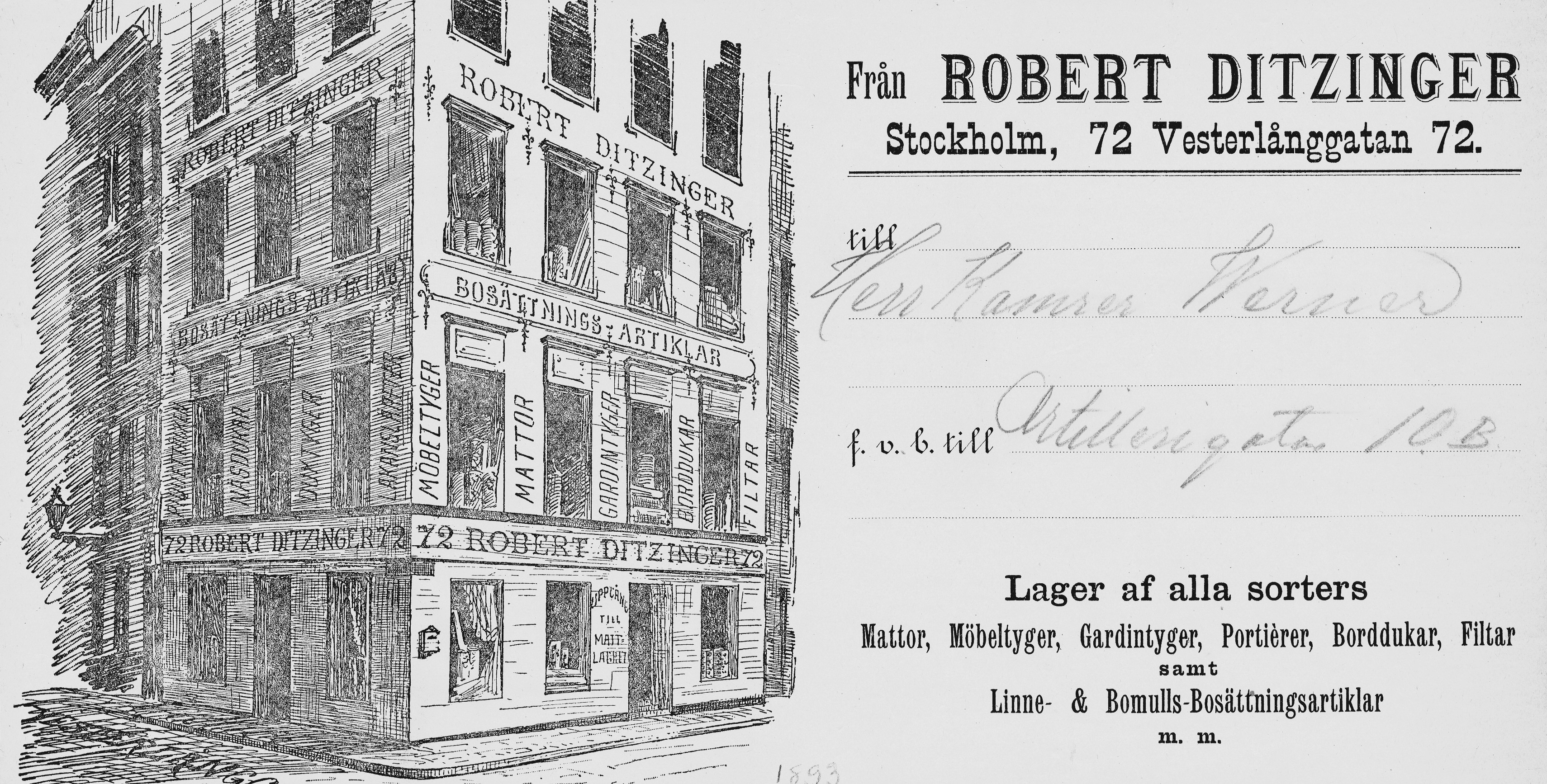
Ditzingers tidningsannons från 1893
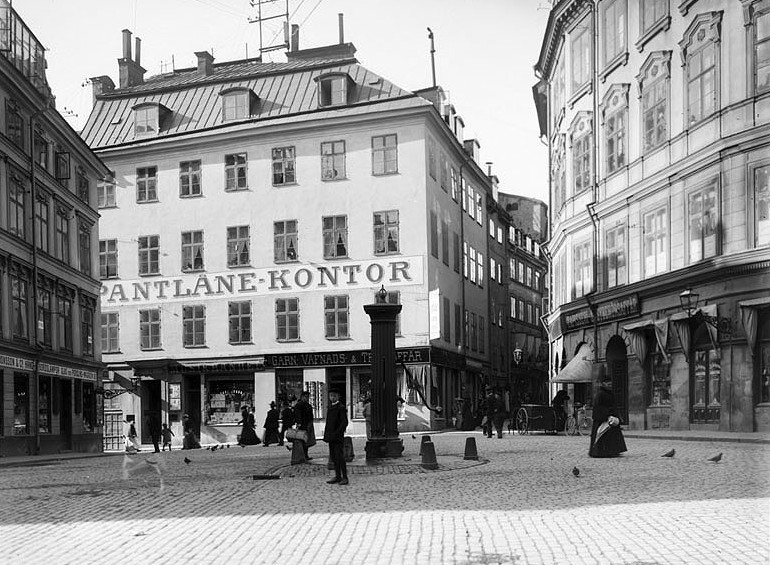
Västerlånggatan / Järntorget 1902
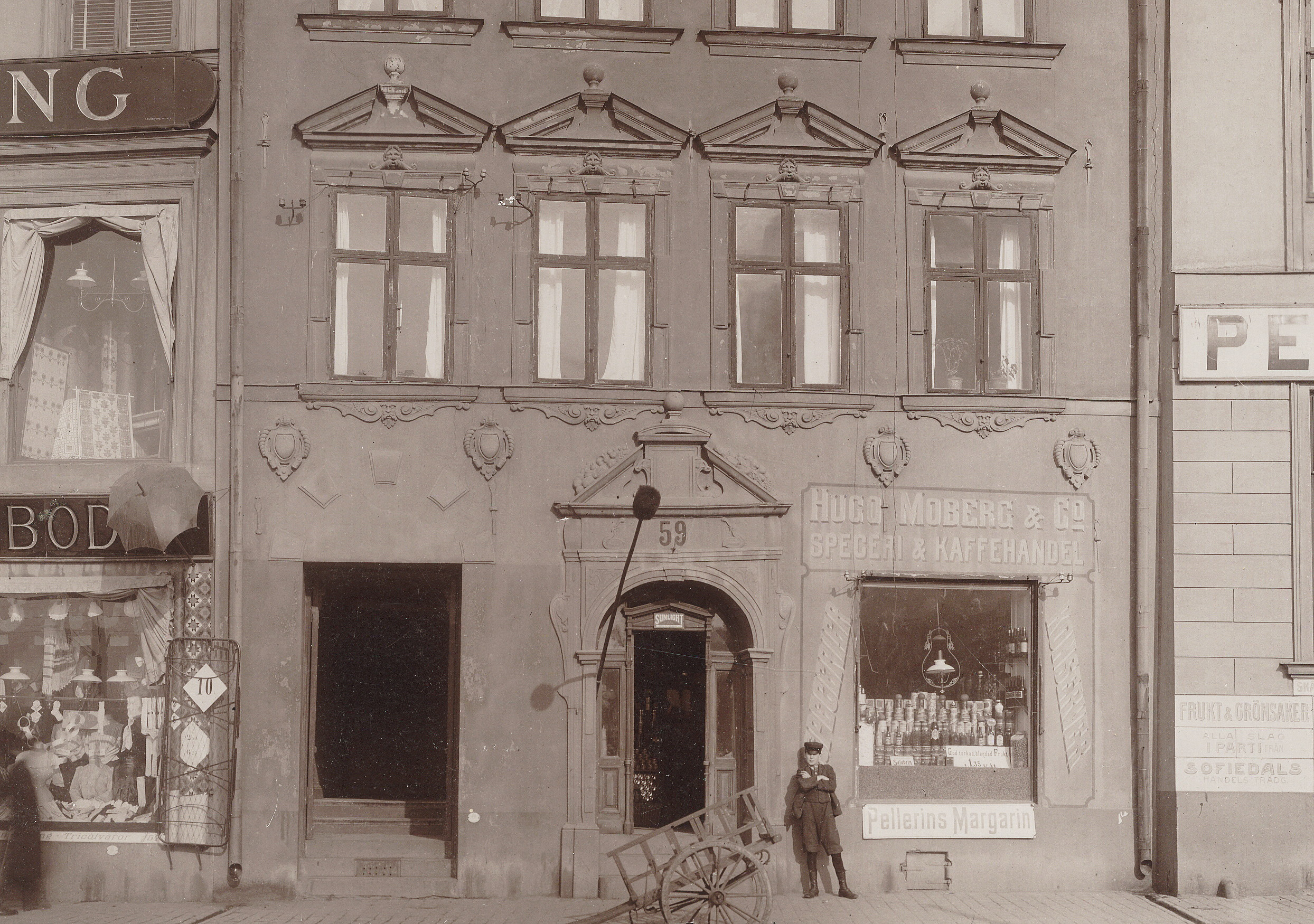
Kornhamnstorg nr 59, 1907
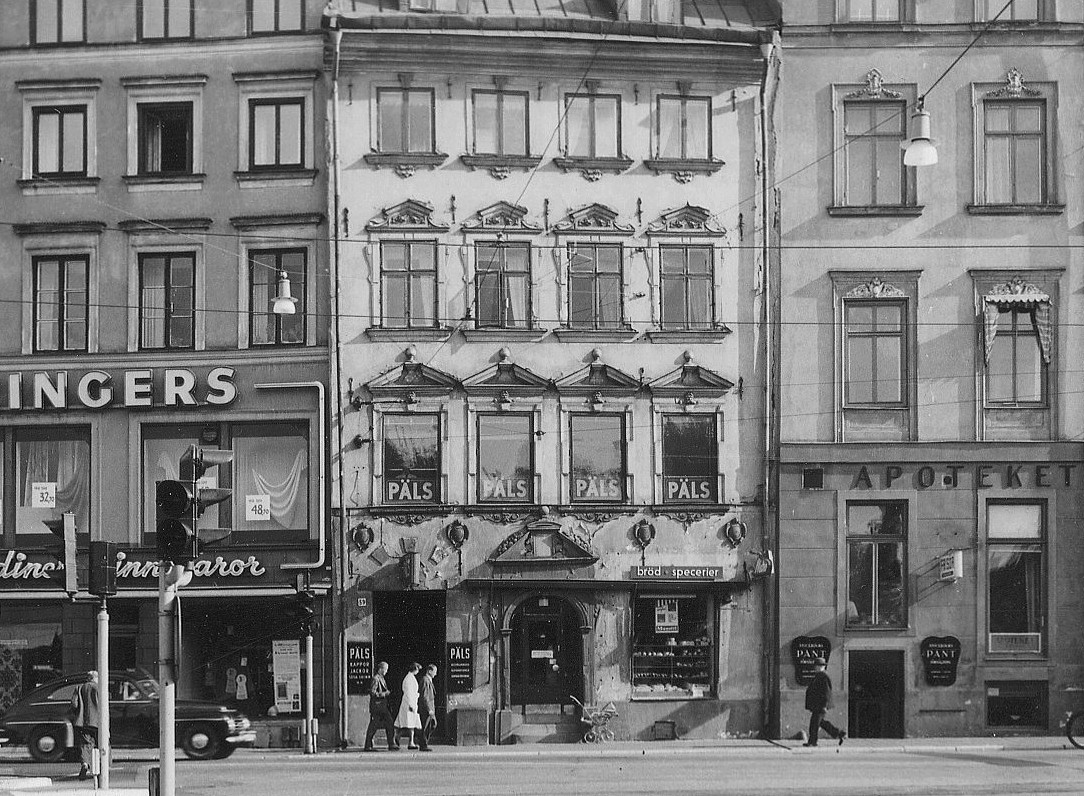
Ditzingers till vänster och apoteket Ängelen till höger 1959